# Stop op verzoek

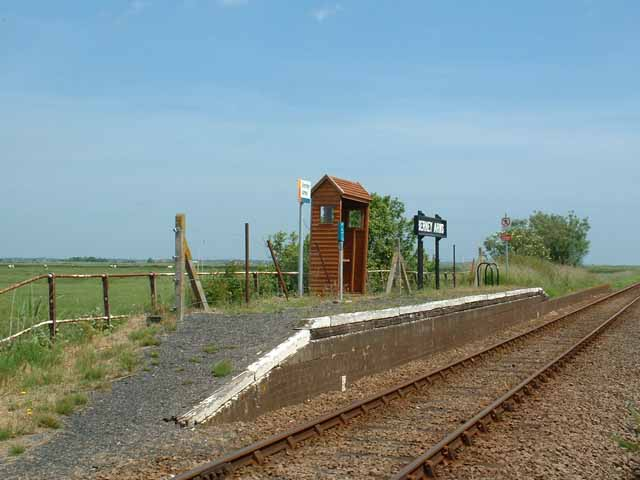
Berney Arms in Engeland, waar op verzoek wordt gestopt

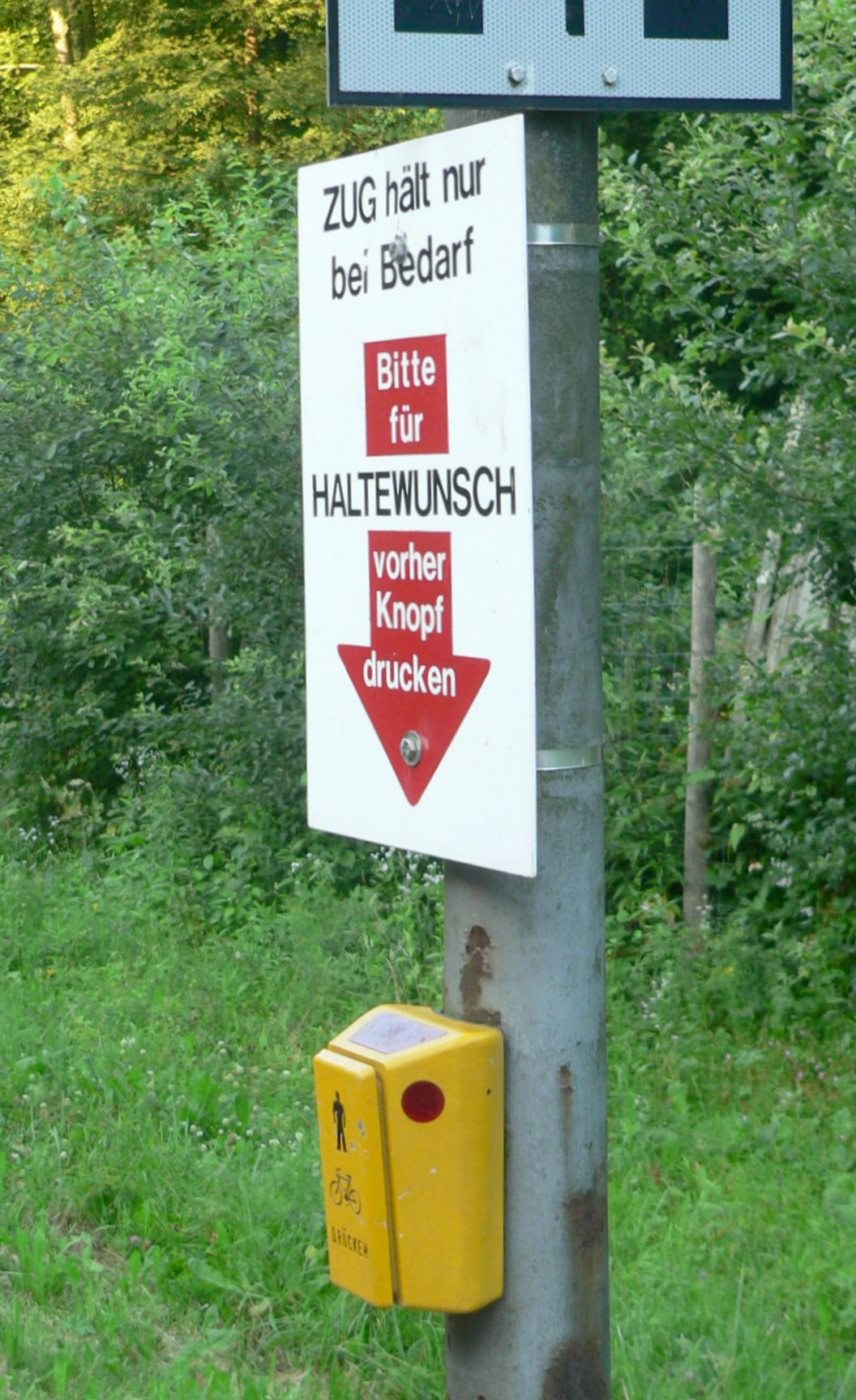
Stopknop op station Bad Herrenalb-Kullenmühle (Duitsland), waarmee een instappende treinpassagier zich vooraf kenbaar kan maken

Stop op verzoek, ook wel stop op afroep genoemd, is een systeem in het openbaar vervoer waarbij uitsluitend op een halte of station wordt gestopt als een passagier daarom vraagt. 
Een reiziger die wil uitstappen doet dat meestal door een knop in te drukken waarna een rode lamp gaat branden bij de bestuurder en soms een geluidssignaal wordt gegeven. Vroeger kwam het voor dat men aan een koord moest trekken. Natuurlijk kan men de bestuurder of conducteur ook mondeling informeren. Een reiziger die wil instappen, maakt dat meestal duidelijk met een handgebaar naar de bestuurder.

## Stads- en streekvervoer

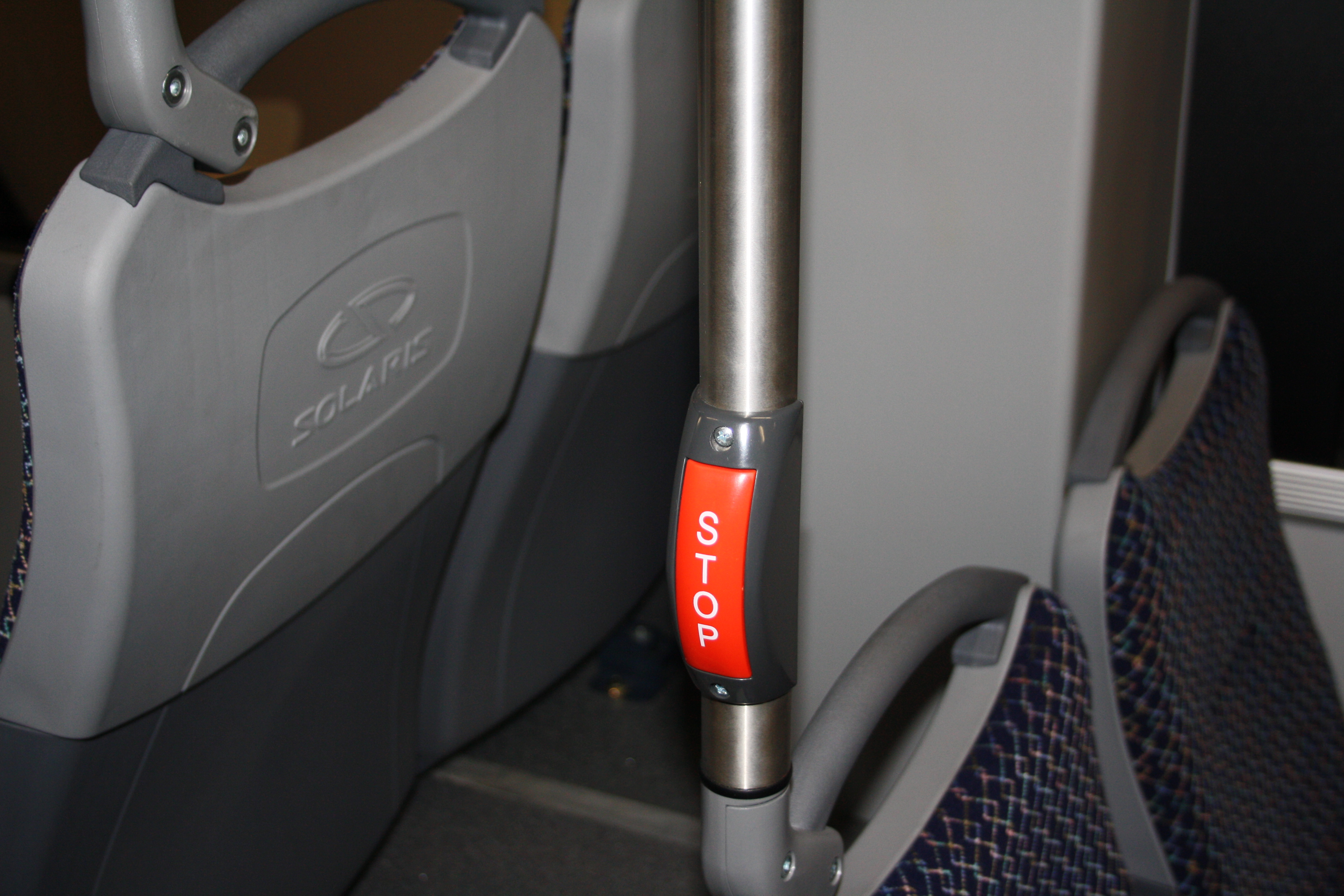
Drukknop in een bus

Stoppen op verzoek is bij het stads- en streekvervoer gebruikelijk, behalve bij metro en sommige sneltrams, die bij elke halte stoppen. Het is daardoor niet goed mogelijk een exacte dienstregeling te maken: als er weinig gestopt wordt, komt het vervoermiddel eerder bij de volgende halte. Bij de dienstregeling staat dan vaak vermeld dat de tijden bij benadering zijn. Vaak zijn er zogenoemde tijdhaltes, waar wordt gewacht op de voorgeschreven vertrektijd. 
Op sommige doorgaande wegen (vaak autowegen en autosnelwegen) ligt de halte aan een afrit. Een passagier kan bij de halte op een knop drukken, waarna de chauffeur een signaal krijgt dat er iemand mee wil. Heeft niemand de knop ingedrukt en wil ook niemand uitstappen, dan kan de bus doorrijden zonder via de afrit te rijden. 
Bij de ParkShuttle dient men, zowel bij in- als uitstappen, een knop in te drukken waarna het wagentje stopt, net al bij een lift. 
Sommige buslijnen, vooral in weinig bebouwd gebied, hebben geen vaste haltes. In dat geval stopt de bus waar daarom wordt gevraagd.

## Spoorwegen
Stoppen op verzoek komt bij de Nederlandse en Belgische spoorwegen niet voor. Bij de spoorwegen in andere landen bestaat het wel, vooral in afgelegen gebieden. 
Dit soort haltes is onder andere te vinden aan sommige plattelandslijntjes in het Verenigd Koninkrijk. Ook op de lokale spoorlijnen in Denemarken, Duitsland en Zwitserland wordt er gebruikgemaakt van dit systeem.
Ook hier kan een reiziger een trein laten stoppen door zijn of haar hand op te steken. De trein rijdt het station met lage snelheid voorbij, zodat er op tijd gestopt kan worden. Soms kan de reiziger een sein bedienen waardoor de machinist bijtijds weet dat hij snelheid moet minderen.

## Trivia
- In de musicalfilm Fiddler on the roof is te zien dat de hoofdrolspeler een seinpaal bedient, door aan een touw te trekken, zodat de treinmachinist van een afstand kan zien dat er passagiers meewillen.